# Claus Matecki

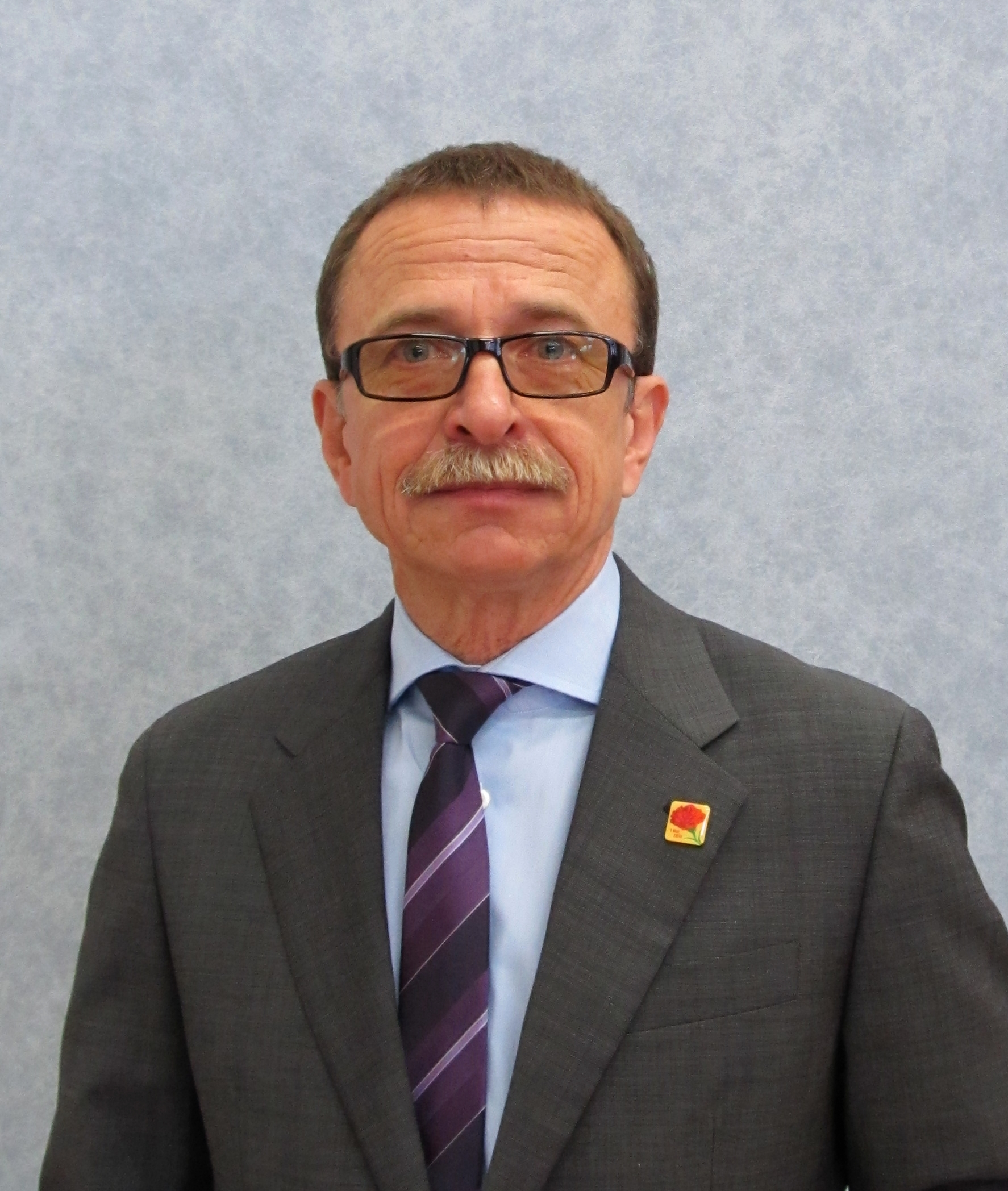
Claus Matecki

Claus Matecki (* 17. Januar 1949 in Wanne-Eickel) ist ein deutscher Gewerkschafter. Von 2006 bis 2014 war er Mitglied des geschäftsführenden Bundesvorstandes des Deutschen Gewerkschaftsbundes (DGB). Seit 1972 ist Matecki Mitglied der IG Metall, seit 1980 Mitglied der SPD.
Matecki ist gelernter technischer Zeichner und Pädagoge.
Seine gewerkschaftliche Tätigkeit begann er in der gewerkschaftlichen Bildungsarbeit als pädagogischer Mitarbeiter des Bildungszentrums der IG Metall in Sprockhövel und der Bildungsstätte „Heinrich Hansen“ der IG Druck und Papier in Lage-Hörste (1983 bis 1990). Von 1991 bis 2002 war Matecki 1. Bevollmächtigter (Vorsitzender) der Verwaltungsstelle Magdeburg der IG Metall. 2002 wechselte er in die Vorstandsverwaltung der IG Metall in Frankfurt am Main – zunächst als Funktionsbereichsleiter Organisation, danach als Funktionsbereichsleiter „Koordination der Vorstandsaufgaben“ und Büroleiter des damaligen 1. Vorsitzenden der IG Metall Jürgen Peters.
Auf dem 18. Ordentlichen Bundeskongress des Deutschen Gewerkschaftsbundes (DGB) wurde Matecki im Mai 2006 im zweiten Wahlgang in den geschäftsführenden Bundesvorstand gewählt. Auf dem 19. Ordentlichen Bundeskongress wurde Matecki am 17. Mai 2010 im ersten Wahlgang mit 53,2 Prozent der gültigen Stimmen wiedergewählt.
Im Geschäftsführenden DGB-Bundesvorstand war er zuständig für Wirtschafts-, Finanz- und Steuerpolitik, den DGB-Haushalt und innere Finanzangelegenheiten sowie verschiedene Verwaltungsaufgaben.

## Mandate
Matecki hat neben seiner Funktion als Mitglied des geschäftsführenden DGB-Bundesvorstands verschiedene weitere Mandate:
- Mitglied im Verwaltungsrat der Kreditanstalt für Wiederaufbau (KfW)
- Kuratoriums-Mitglied im Deutschen Institut für Wirtschaftsforschung (DIW)
- stellvertretender Aufsichtsratsvorsitzender der Mannesmannröhren-Werke AG
- Mitglied des Europäischen Wirtschafts- und Sozialausschusses (EWSA)
- Mitglied des Außenwirtschaftsbeirats des Bundesministeriums für Wirtschaft und Technologie
- Mitglied im Vorstand des Netzwerks Europäische Bewegung Deutschland